# Сарыколь (Карабалыкский район)
Сарыколь (каз. Сарыкөл) — село в Карабалыкском районе Костанайской области Казахстана. Входит в состав Костанайского сельского округа. Находится примерно в 22 км к западу от районного центра, посёлка Карабалык. Код КАТО — 395045700.

## Население
В 1999 году население села составляло 501 человек (227 мужчин и 274 женщины). По данным переписи 2009 года, в селе проживал 341 человек (166 мужчин и 175 женщин).